# Хенадендал
Хенадендал (африк. и англ. Genadendal) — город на юго-западе Южно-Африканской Республики, на территории Западно-Капской провинции. Входит в состав района Оферберх. Является частью местного муниципалитета Тиватерсклуф.

## История
Поселение, из которого позднее вырос город, было основано в 1737 году как миссионерская станция Моравской церкви и первоначально называлось Бафиансклуф. Своё современное название город получил в 1806 году.

## Географическое положение
Город расположен в южной части провинции, на правом берегу реки Рифирсондеренд (Зондеренд), вблизи места впадения в неё реки Бавиансрифир, на расстоянии приблизительно 78 километров (по прямой) к востоку от Кейптауна, административного центра провинции. Абсолютная высота — 252 метра над уровнем моря.

## Климат
Климат характеризуется как средиземноморский тёплый (Csb  в классификации климатов Кёппена). Среднегодовая температура воздуха составляет 16,3 °C. Средняя температура самого холодного месяца (июля) составляет 11,2 °С, самого жаркого месяца (февраля) — 21 °С. Расчётная многолетняя норма осадков — 523 мм.

## Население
По данным официальной переписи 2011 года, население Хенадендала составляло 5663 человека, из которых мужчины составляли 48,53 %, женщины — соответственно 51,47 %. В расовом отношении цветные составляли 94 % от населения города, негры — 3,07 %, белые — 0,51 %, азиаты (в том числе индийцы) — 0,34 %, представители других рас — 2,08 %. Наиболее распространёнными среди жителей языками были: африкаанс (94,89 %) и английский (3,06 %).

## Транспорт
Через город проходит региональное шоссе R406. Ближайший аэропорт расположен в городе Вустер.